# Santuario di Nostra Signora della Salute
Il santuario di Nostra Signora della Salute è un luogo di culto cattolico situato nella frazione di Volastra nel comune di Riomaggiore, in provincia della Spezia. 

Il santuario fa riferimento alla parrocchiale di San Lorenzo di Manarola. La chiesa è sede dell'omonima parrocchia del vicariato della Riviera della diocesi della Spezia-Sarzana-Brugnato.
Il santuario è parte del complesso dei "santuari delle Cinque Terre", insieme agli edifici religiosi mariani di Nostra Signora di Montenero a Riomaggiore, Nostra Signora delle Grazie e di Nostra Signora di Reggio a Vernazza, e Nostra Signora di Soviore a Monterosso al Mare.

## Storia e descrizione

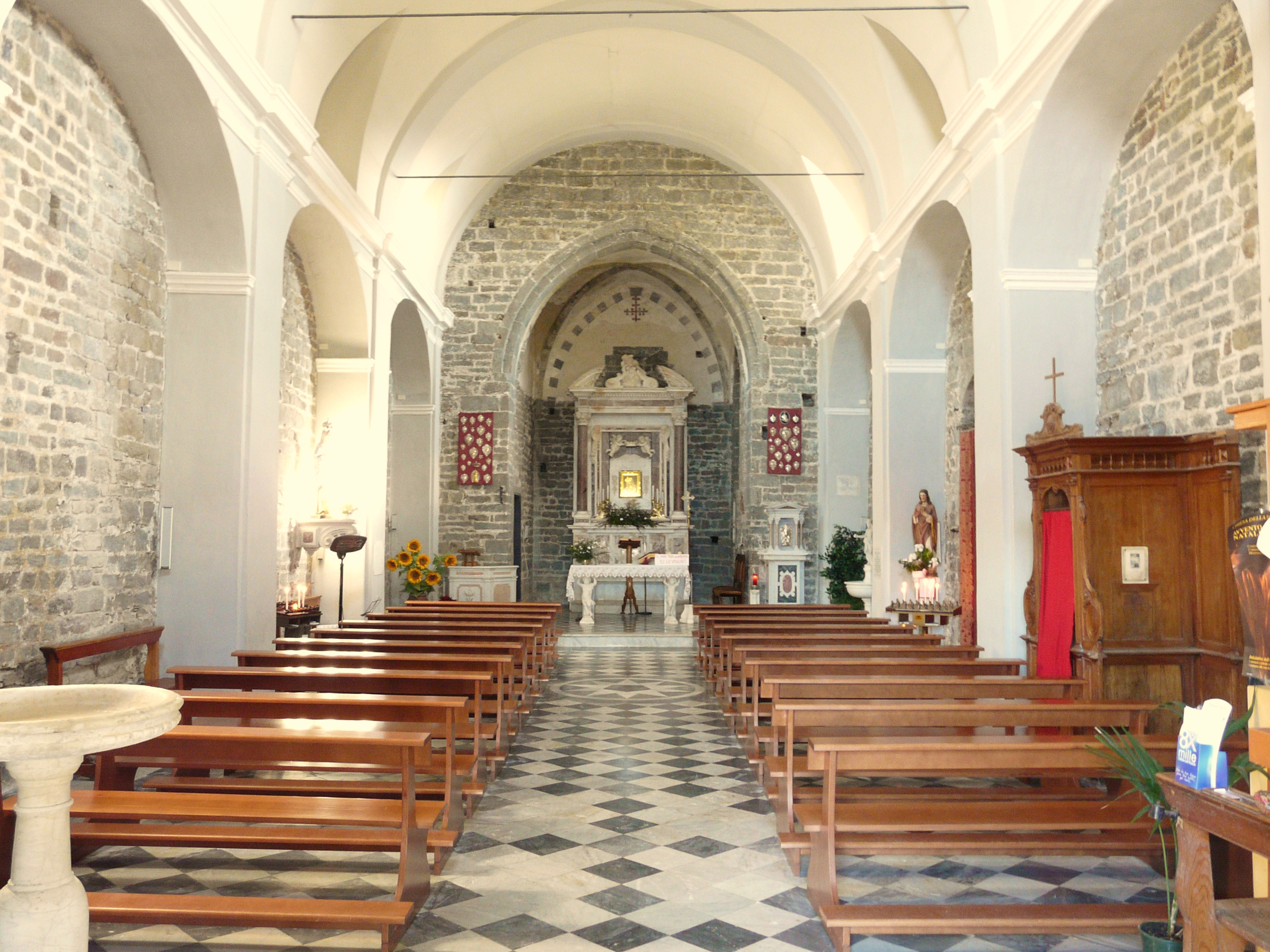
Particolare dell'interno

Edificato nella parte alta dell'abitato nel XII secolo in stile romanico con successivi inserti in gotico, la semplice facciata a capanna, a conci di pietra locale, è decorata da un coronamento di archetti. 

Il portale in arenaria, ad arco ogivale, è sormontato da una  bifora gotica. Nella lunetta è un bassorilievo in marmo con l'effige della Madonna incoronata.

Strette monofore sono aperte lungo le pareti laterali.
L'interno è a unica navata unica, di pianta rettangolare, con copertura a volta a botte. Una stretta abside ad arco gotico alloggia un altare barocco.
Nel santuario è venerata l'immagine di una Madonna, che fu incoronata nel 1891.
Nel santuario di Volastra in origine era esposto il trittico del XV secolo che raffigura San Lorenzo tra i santi Antonio abate e Bernardo, attribuito al Maestro delle Cinque Terre e che oggi è conservato nella chiesa parrocchiale di Manarola.